# Panoplosaurus
Panoplosaurus mirus
Genre
Espèce
Panoplosaurus est un genre éteint de dinosaure ornithischien ankylosaurien de la famille des Nodosauridae. Il a été l'un des derniers nodosauridés connus. Il vivait au cours du Crétacé supérieur dans ce qui est maintenant l'Amérique du Nord et qui était à cette époque Laramidia. Ses fossiles ont été localisés en Alberta, au Canada.
Le premier fossile a été trouvé en 1917 par Charles Mortram Sternberg dans la carrière 8, près de Little Creek Sandhill. L'espèce type Panoplosaurus mirus a été nommée en 1919 par Lawrence Morris Lambe. 

## Étymologie
Le nom générique est dérivé du grec ancien pan,  « complètement » et Hoplon, « armure », associé au mot latin saurus, « lézard ». Le nom spécifique, mirus signifie « admirable » en latin, pour donner un nom global « lézard admirable complètement blindé » .

## Datation
L'holotype, CMN 2759, a été découvert dans la Formation de Dinosaur Park datant du Campanien moyen, il y a environ 76 Ma (millions d'années).

## Description
Il se compose du crâne complet avec la mâchoire inférieure, les vertèbres cervicales, des vertèbres dorsales et quelques côtes. Une partie de l'armure d'écailles osseuses ou ostéodermes a été conservée. Plus tard, deux plus gros spécimens ont été trouvés, à nouveau des crânes, mais aussi fournissant des informations sur la ceinture scapulaire et les membres avant : ROM 1215 et RTMP 83.25.2.
Panoplosaurus mesurait de 5,5 à 7,5 mètres de long, environ 2 mètres de haut, et aurait pesé environ 3,5 tonnes. Il était fortement blindé, même en comparaison avec d'autres nodosaures, probablement avec des bandes transversales de plaques cloutées couvrant son dos et la queue. La queue n'avait vraisemblablement pas la masse des ankylosaures. De larges paires de plaques ovales d'armure osseuse étaient présentes sur la nuque, les épaules et les membres antérieurs. Les ovales étaient carénées et possédaient une crête courbe sur la surface extérieure. Il n'avait pas de piques sur les épaules, contrairement à d'autre nodosauridés. L'armure de la tête a fusionné en un bouclier compact en forme de casque; ces plaques avaient une surface bosselée. Il avait aussi des écailles osseuses sur les joues.
Le crâne était court et large à l'arrière. La tête de l'holotype est particulièrement arrondie, les deux autres crânes sont plus longs et plats, reflétant peut-être une différence d'âge ou de sexe entre les spécimens. L'animal avait un museau relativement étroit, peut-être pour pouvoir manger des racines de plantes basses. Ce museau indique une alimentation sélective basée sur des aliments hautement nutritifs. Bien que le coracoïde était mince et non fusionné à l'omoplate, les pattes avant étaient particulièrement lourdes, et avaient des attaches pour de gros muscles. Cela suggère que l'animal aurait été très maniable, peut-être en mesure de faire des charges de défense comme un rhinocéros moderne. La main n'avait peut-être que trois doigts. Le bassin était fixé à quatre vertèbres sacrées à côtes courtes.

## Classification
Initialement attribué à la famille des Ankylosauridae, Panoplosaurus est aujourd'hui considéré comme un membre des Nodosauridae et comme un proche parent de Edmontonia. En 1971, Walter Coombs a même créé Edmontonia comme un sous-genre de Panoplosaurus, avec l'érection de Panoplosaurus (Edmontonia) longiceps et de Panoplosaurus (Edmontonia) rugosidens, mais cela a été abandonné.